# ヨハン・ダビット・ウィース

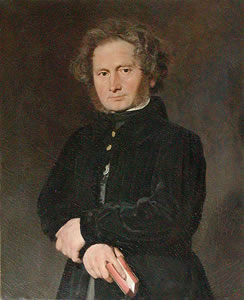
ヨハン・ダビット・ウィース

ヨハン・ダビット・ウィース（Johann David Wyss、1743年5月28日 - 1818年1月11日）は、スイスのベルンに生まれた改革派の牧師で児童文学作家。
ダニエル・デフォーの『ロビンソン・クルーソー』を手本とした『スイスのロビンソン』によって有名である。この作品は1794年から1798年まで彼自身の子どもたちのために執筆され、それ以外の読者は一切想定されていなかったが、1812年に彼の息子ヨハン・ルドルフ・ウィースがこれを書物として編集して出版することを決心するに至り、この作品は初めて日の目を見た。

## 生涯
高位の士官の息子で、ベルン大学で神学と哲学を学んだ。1766年から、スイス国外に駐屯していたベルン連隊の従軍牧師となり、1775年にゼードルフの牧師になった。その2年後にはベルンの司教座聖堂に移っている。1803年彼はケーニッツにある自身の所領地に戻り、その後はもっぱら果樹栽培、特にセイヨウナシの栽培に精魂を傾けた。